# Hochhausen (Tauberbischofsheim)
Hochhausen ist einer von sieben Stadtteilen von Tauberbischofsheim im Main-Tauber-Kreis in Baden-Württemberg. Der Ort hat 695 Einwohner.

## Geographie

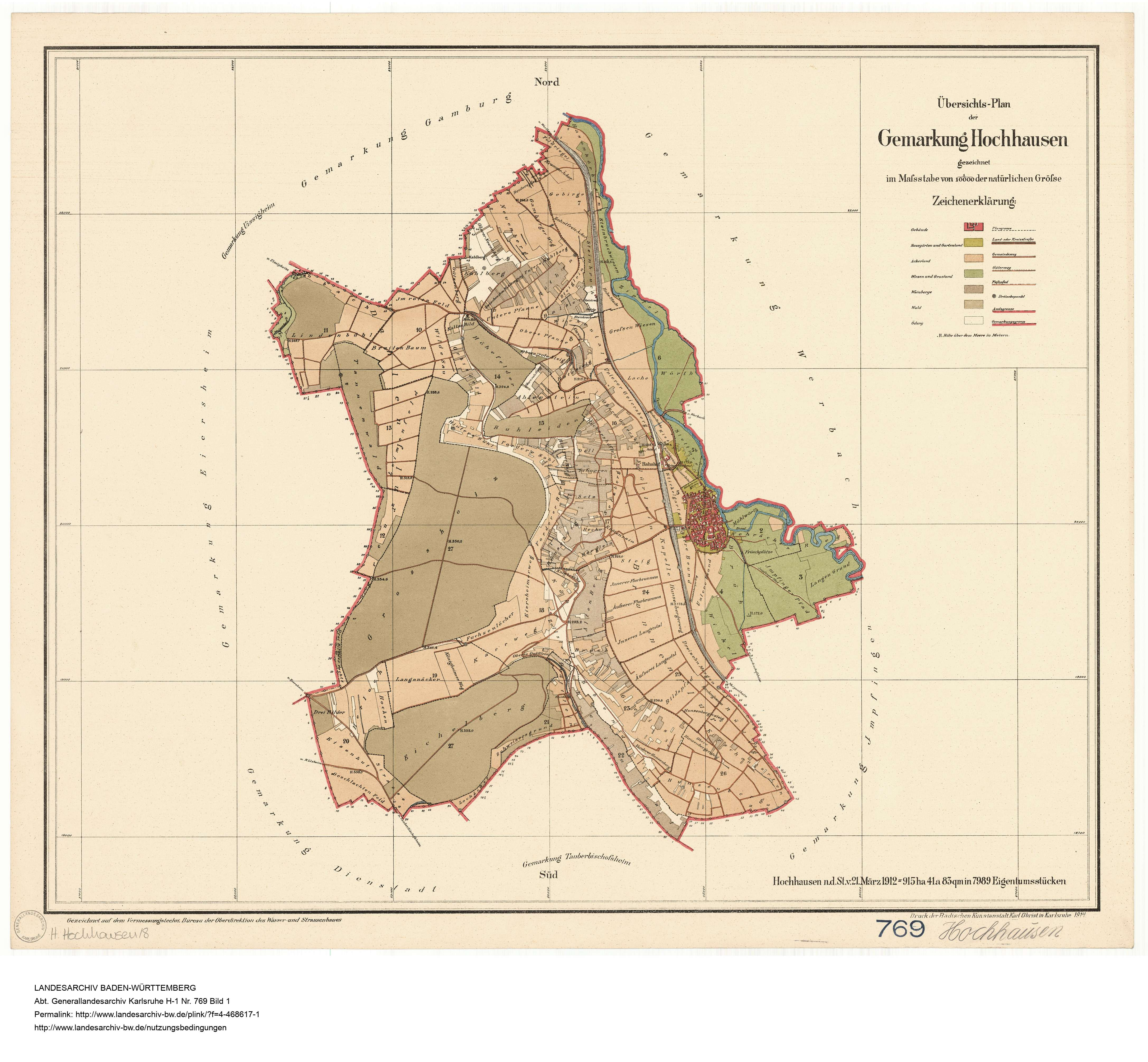
Gemarkung von Hochhausen, 1914

### Geographische Lage
Hochhausen liegt nördlich von Tauberbischofsheim, gegenüber der Einmündung des Welzbachs in die Tauber. Der haufendorfartige Ort entstand auf einer hochwasserfreien Terrasse an der linken Seite des Taubertals. Neubaugebiete entstanden in den Gewannen Am Mäuerlein (1962), Flürlein und Kapelle. Der Taubertalradweg führt direkt durch den Ort. Zur Gemarkung der ehemaligen Gemeinde Hochhausen gehören das Dorf Hochhausen (⊙) sowie die abgegangene Ortschaft Rückertshöflein.

### Nachbargemeinden
Jenseits des Dorfes grenzt im Süden Tauberbischofsheim an, im Südwesten Dienstadt, im Westen Eiersheim, im Norden Werbach und im Südosten Impfingen.

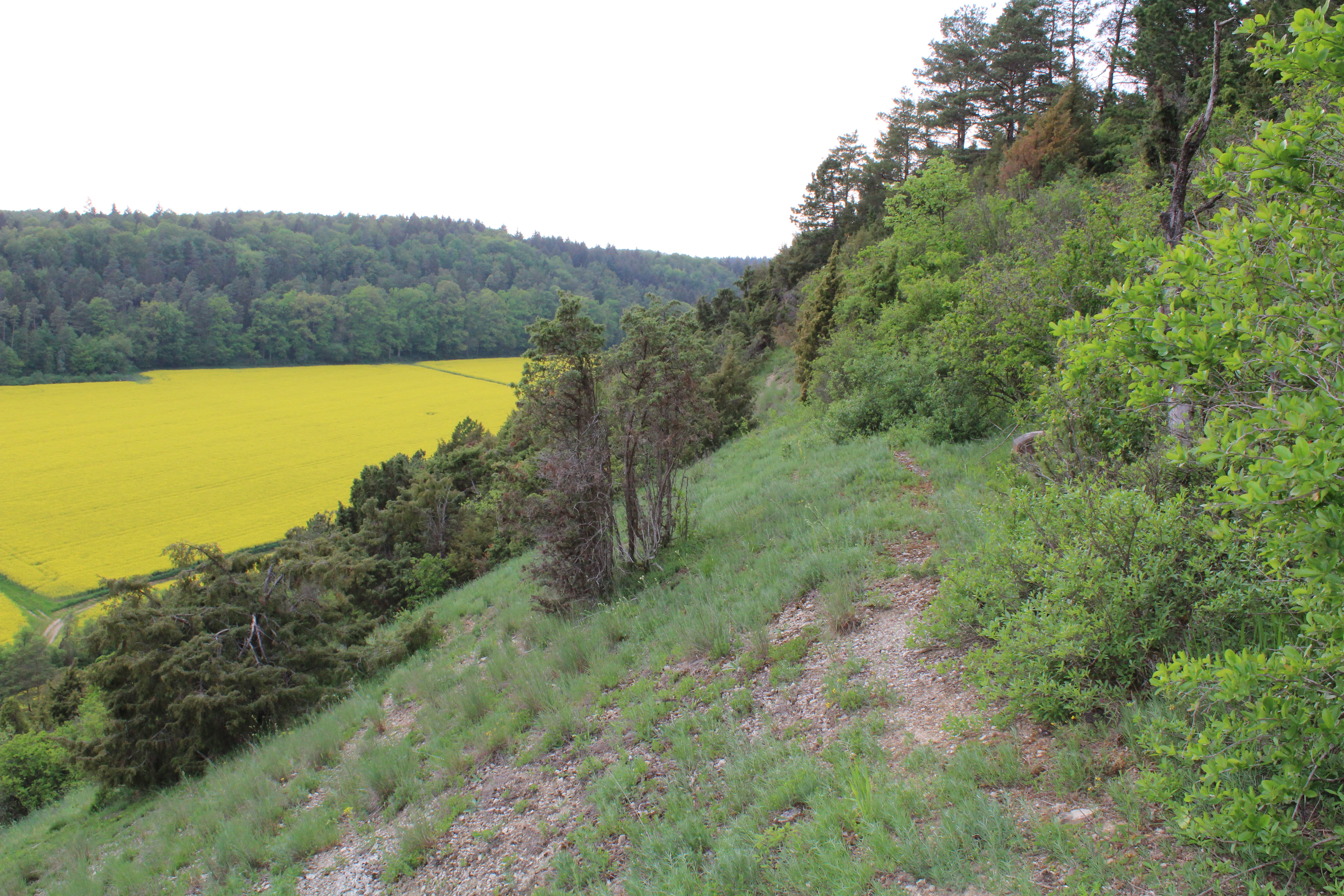
Steilhang im Naturschutzgebiet Hunsenberg

### Schutzgebiete und Naturdenkmale
Auf der Hochhäuser Gemarkung gibt es seit 1975 mit dem Hunsenberg ein 7,6 Hektar großes Naturschutzgebiet des Landes Baden-Württemberg.
Daneben gibt es folgende Naturdenkmale (siehe auch: Liste der Naturdenkmale in Tauberbischofsheim):
- Naturdenkmal Hohlweg Altenberg Flürlein/Küh/Kniebreche/Berglein/Altenberg (Schutzgebiets-Nr. 81281150015); 4,7 ha; flächenhaftes Naturdenkmal; seit dem 10. März 1992.[8]
- Naturdenkmal Taubermäander mit Ufergehölz Ried/Langen Grund/Mühlwörth (Schutzgebiets-Nr. 81281150011); 2,2 ha; flächenhaftes Naturdenkmal; seit dem 10. März 1992.[9]

## Geschichte

### Mittelalter
Erstmals erwähnt wurde Hochhausen um 780 im Codex Eberhardi als Hochusen. Es handelt sich um einen Ausbauort der Merowingerzeit und einstigen Grundbesitz des Klosters Fulda. Die erste schriftliche Urkunde über Hochhausen stammt aus dem Jahr 1149, als der Ort als Königsbesitz ans Hochstift Würzburg gelangte.
Der Ortsadel ist von 1244 bis 1393 belegt. Beim Niederadel des Ortes handelte es sich vielfach um Wertheimer Gefolge. Eine Burg ist nicht bekannt. Wichtige Inhaber von Gütern und Rechten im Spätmittelalter waren neben Kurmainz die Grafen von Wertheim, die Freiherren von Rosenberg als Lehensträger und das Hochstift Würzburg bzw. die Freiherren von Echter. Im Jahre 1276 gelangte der Ort als Besitz des Domstifts Würzburg an Wertheim, später von den Grafen von Wertheim gestiftete Güter der Kartause Grünau. Die Zehnthoheit und wohl auch Territorialhoheit ist mit dem mainzischen Tauberbischofsheim verbunden.

### Neuzeit
Das Niedergericht war bis 1632 im Besitz der von Rosenberg und fiel mit dem Aussterben der Echter im Jahre 1665 an Kurmainz heim. Hochhausen war einst ein leicht befestigtes Dorf. Im Jahre 1803 fiel der Ort an Leiningen, bevor er im Jahre 1806 badisch wurde. Tauberbischofsheim war stets der zuständige Amtssitz.
Mit der Eröffnung des ersten Abschnitts der Bahnstrecke Lauda–Wertheim bis Hochhausen erhielt der Ort 1867 einen Eisenbahnanschluss. Die ab 1865 gebaute Strecke trennte das Obstwiesen- und Weinberggelände vom eigentlichen Ortskern und wurde bereits 1868 bis Wertheim fertiggestellt.
Ab 1813 gehörte der Ort zum Bezirksamt Tauberbischofsheim, das wiederum im Landkreis Tauberbischofsheim und 1973 im Main-Tauber-Kreis aufging. Am 1. Juli 1971 wurde Hochhausen gemeinsam mit Impfingen im Zuge der Gebietsreform in Baden-Württemberg zu Tauberbischofsheim eingemeindet.

### Einwohnerentwicklung
| Jahr | Hochhäuser Bevölkerung | Sonstiges |
| ---- | ---------------------- | --- |
| 1961 | 662                    | Volks-, Berufs- und Arbeitsstättenzählungen in Westdeutschland vom 6. Juni 1961 (Gemeindeverzeichnis)               |
| 1970 | 667                    | Volks-, Berufs- und Arbeitsstättenzählungen in Westdeutschland vom 27. Mai 1970 (Gemeindeverzeichnis)               |
| 2015 | 712                    | Fortgeschriebene Daten der Stadt Tauberbischofsheim anhand der Volkszählung in der Europäischen Union 2011 (Zensus) |

Quellen: Gemeindeverzeichnis und Angaben der Stadt Tauberbischofsheim

## Religion

### Christentum
Eine Kirche ist in Hochhausen ab 1225 bezeugt. Das Pfarrpatronat lag einst beim Kloster Bronnbach und wurde 1404 inkorporiert. Die katholische Pfarrkirche St. Pankratius wurde 1964 neu erbaut, unter Beibehaltung eines gotisch-barocken Turms mit halbkreisförmig geschlossenem Saal unter innen offenem Satteldach. Die evangelischen Gläubigen gehören zur Christuskirche in Tauberbischofsheim.

### Judentum
In Hochhausen ist eine jüdische Gemeinde ab dem 17. Jahrhundert bekannt. Die ehemalige Hochhäuser Synagoge ist ab 1750 nachweisbar. Mit dem jüdischen Friedhof Hochhausen gab es ab den 1870er Jahren einen eigenen Begräbnisplatz. Ende des 19. und Anfang des 20. Jahrhunderts ging die Zahl der jüdischen Einwohner Hochhausens durch Aus- und Abwanderung stark zurück. Bereits 1903 wurde die Gemeinde aufgelöst. 1934 endete die Geschichte des Judentums in Hochhausen.

## Politik

### Ortschaftsrat
Der Ortschaftsrat besteht aus fünf Personen, die alle von der CDU gestellt werden.

### Ortsvorsteher
Ortsvorsteher ist Hilmar Freundschig (CDU). Seine beiden Stellvertreter sind Markus Bechtold und Rüdiger Gärtner.

### Wappen
Das Wappen von Hochhausen zeigt in geteiltem Schild oben in Gold ein wachsender roter Löwe, unten in Rot ein achtspeichiges silbernes Rad.

## Wirtschaft

### Weinanbau
Hochhausen besaß ein Weinberggelände, das nicht mehr genutzt wird.

### Tourismus
Durch die Lage am Taubertalradweg sowie am Jakobsweg Main-Taubertal ist Hochhausen mit einem Biergarten und Übernachtungsmöglichkeiten ein Ziel für Rad- und Wandertouristen. Die etwa 40 Kilometer lange und ausgeschilderte Mountainbiketour Links der Tauber führt ebenfalls durch Hochhausen.

### Verkehr

#### Eisenbahn
Hochhausen hat einen Haltepunkt an der Bahnstrecke Lauda–Wertheim.

#### Straße
Bei Tauberbischofsheim befindet sich nach etwa fünf Kilometern seit 1972 die Anschlussstelle Tauberbischofsheim an die Bundesautobahn 81.

#### Segelflugplatz
Mit dem Segelfluggelände Tauberbischofsheim verfügt die Ortschaft über einen Segelflugplatz.

### Medien
Tauberbischofsheim AKTUELL informiert als städtisches Mitteilungsblatt jeweils zum ersten und dritten Donnerstag eines Monats.

## Kultur und Sehenswürdigkeiten

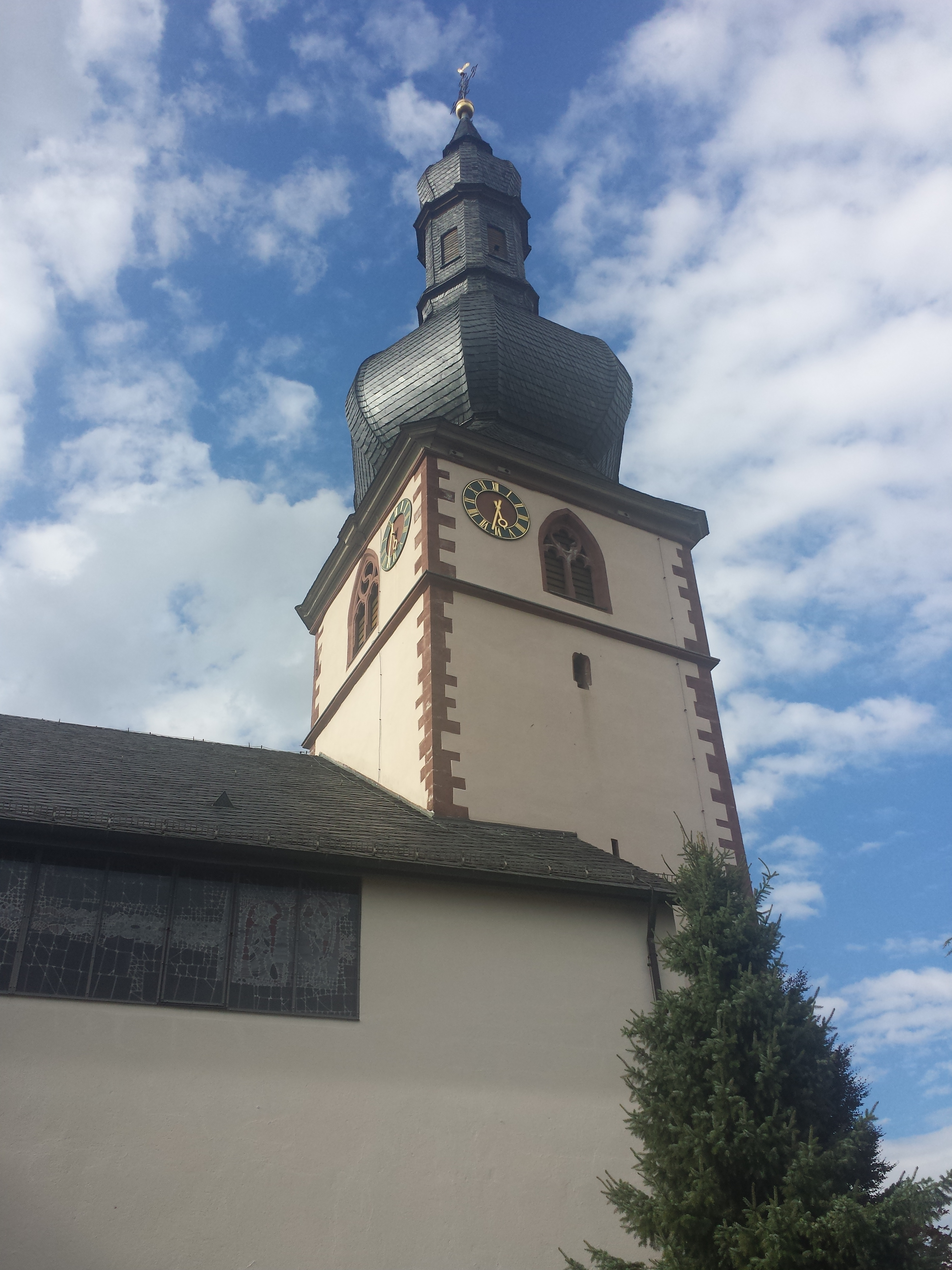
Der barocke Zwiebelturm der Pfarrkirche St. Pankratius

### Bauwerke und Baudenkmäler

#### Fachwerkhäuser
Der historische Ortskern von Hochhausen weist einige Fachwerkhäuser auf und ist bäuerlich geprägt.

#### Pfarrkirche St. Pankratius
Die römisch-katholische Pfarrkirche St. Pankratius beherrscht das Ortsbild von Hochhausen mit ihrem von weithin sichtbaren Zwiebelturm.
Da es in Hochhausen keine evangelische Kirche gibt, besuchen die evangelischen Gottesdienstteilnehmer die evangelische Christuskirche in Tauberbischofsheim.

#### Gaststätten
In Hochhausen stehen der Grünauer Hof und das von Leonhard Pfreundschig 1612 erbaute Gasthaus Zum Engel.

#### Historische Tauberbrücke

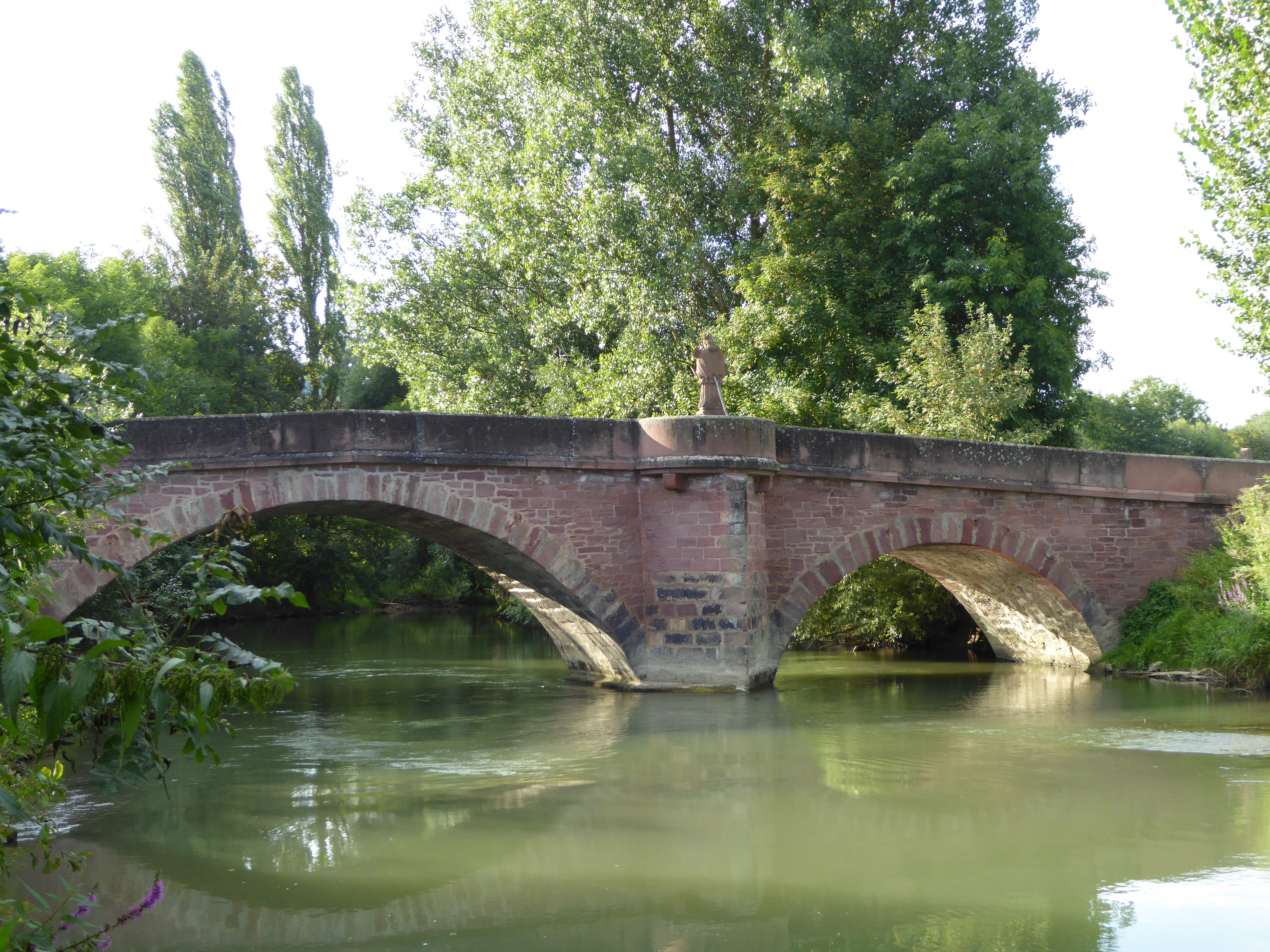
Historische Tauberbrücke mit Nepomukstatue in Hochhausen

Die „weithin charmanteste unter den badischen Tauberbrücken“ (Sprotte) mit einer Nepomukfigur verbindet Hochhausen mit Werbach.

### Vereinsleben im Ort
- Sportverein 1946 Hochhausen e. V.
- Fastnachtsgesellschaft Hochhäuser Groasmückle e. V.
- Musikverein Hochhausen/Tauber
- Freiwillige Feuerwehr Hochhausen
- Obst- und Gartenbauverein e. V.
- Kolpingfamilie Hochhausen

### Regelmäßige Veranstaltungen
(jeweils jährlich)
- Prunksitzung, Februar, FG Hochhäuser Groasmückle
- Faschingsumzug, Februar, FG Hochhäuser Groasmückle
- Serenade, März, Musikverein Hochhausen
- Maibaumaufstellung, April, Feuerwehr Hochhausen
- Maiwanderung, Mai, Sportverein Hochhausen
- Gerümpelturnier, Juni, Sportverein Hochhausen
- Familiensporttag, Juni, Sportverein Hochhausen
- Weihnachtsmarkt, Dezember, Alle Vereine